# Армянские музыкальные инструменты
Армения богата народными музыкальными инструментами.

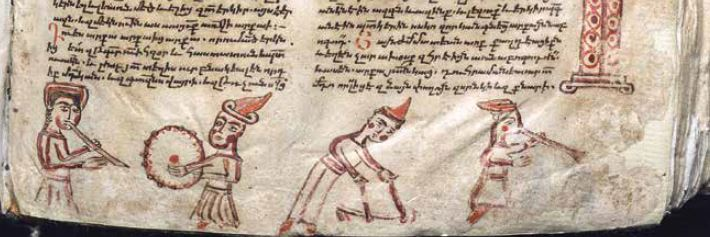
Музыканты, рукопись 1400—1401 годов

Одним из самых древних армянских народных инструментов является дудук.
Армянские музыкальные инструменты в перечислении по группам и видам.
- Духовые: зурна, дудук, най, шви, кавал, сринг, пку, паркапзук, авагпог, шепор, пог, ехджерапог, галарапог, сулич.
- Струнные (щипковые, смычковые): тар, саз, кеманча/кеман, канун, чогур, чагане, бамбир, ченг, сантур, ганун,  уд , кнар, джутак, тавих, вин, пандир, джнар.
- Ударные: дхол, дарбука, тмбук, дап, давул, цннга.
  - шумовые: кшоц.

## Галерея

Армянские национальные музыкальные инструменты
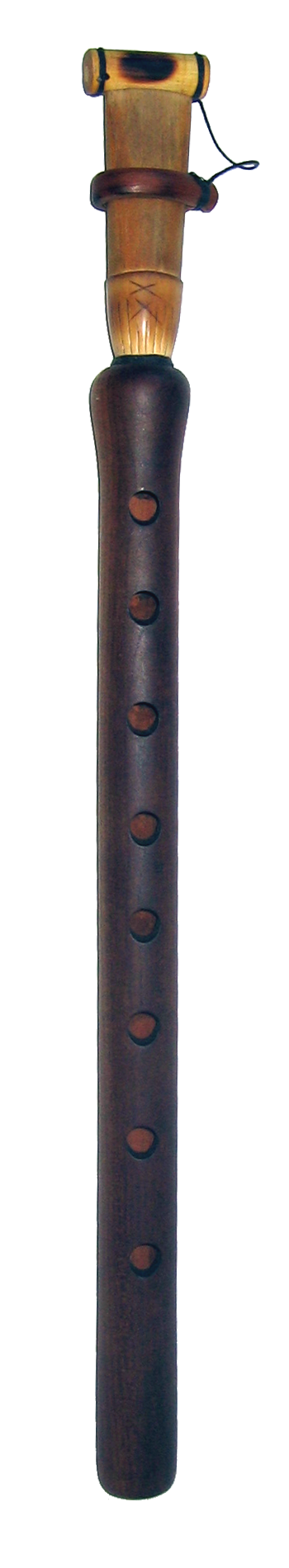
Дудук
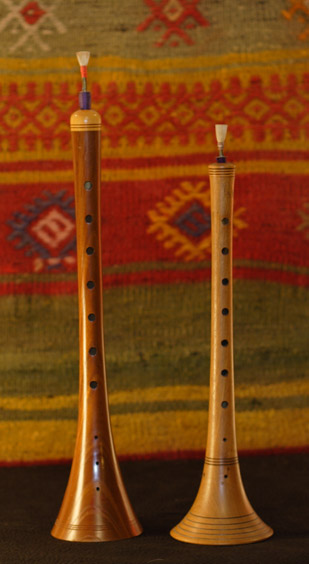
Зурна
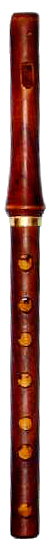
Шви
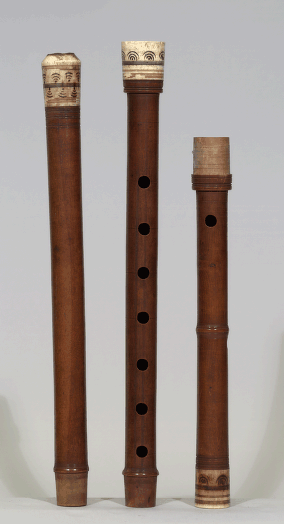
Кавал
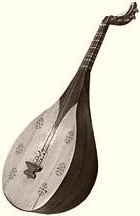
Уд
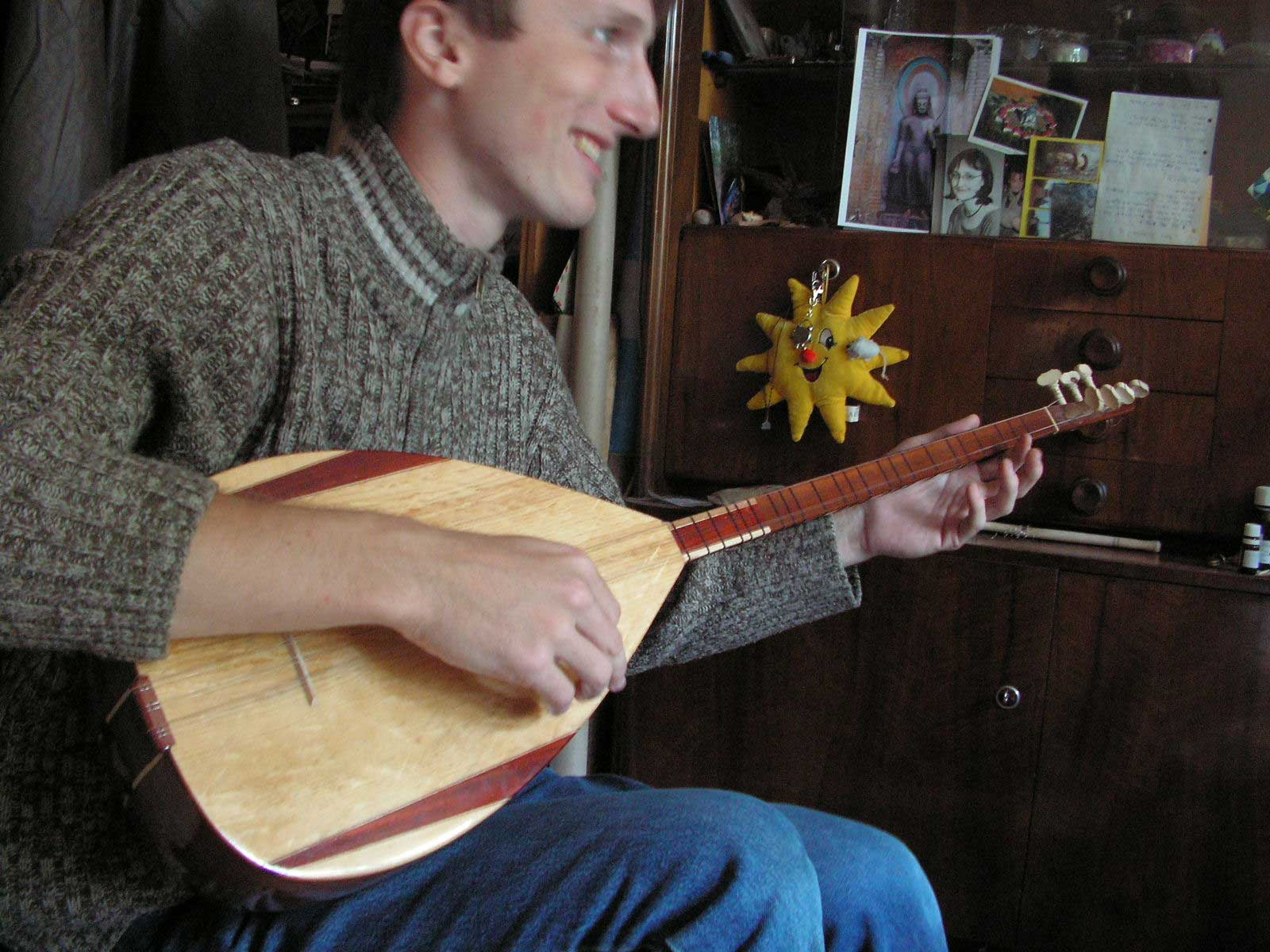
Саз
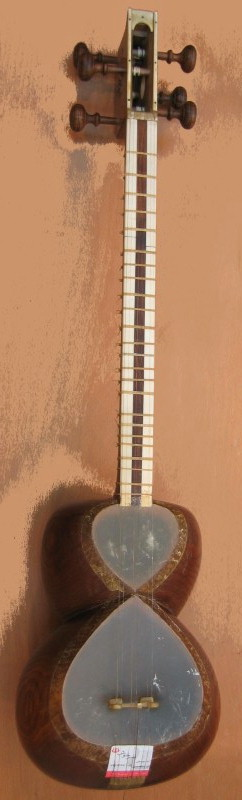
Тар
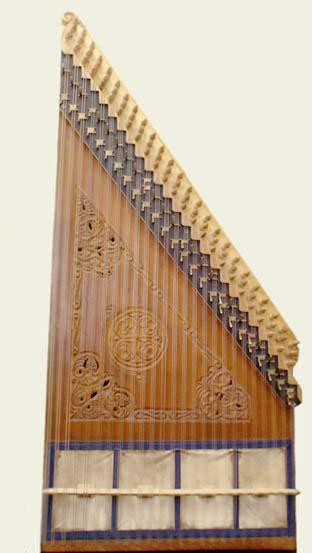
Канун
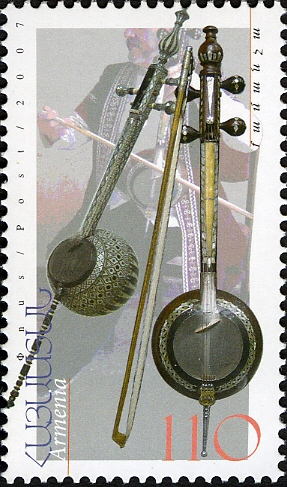
Кяманча
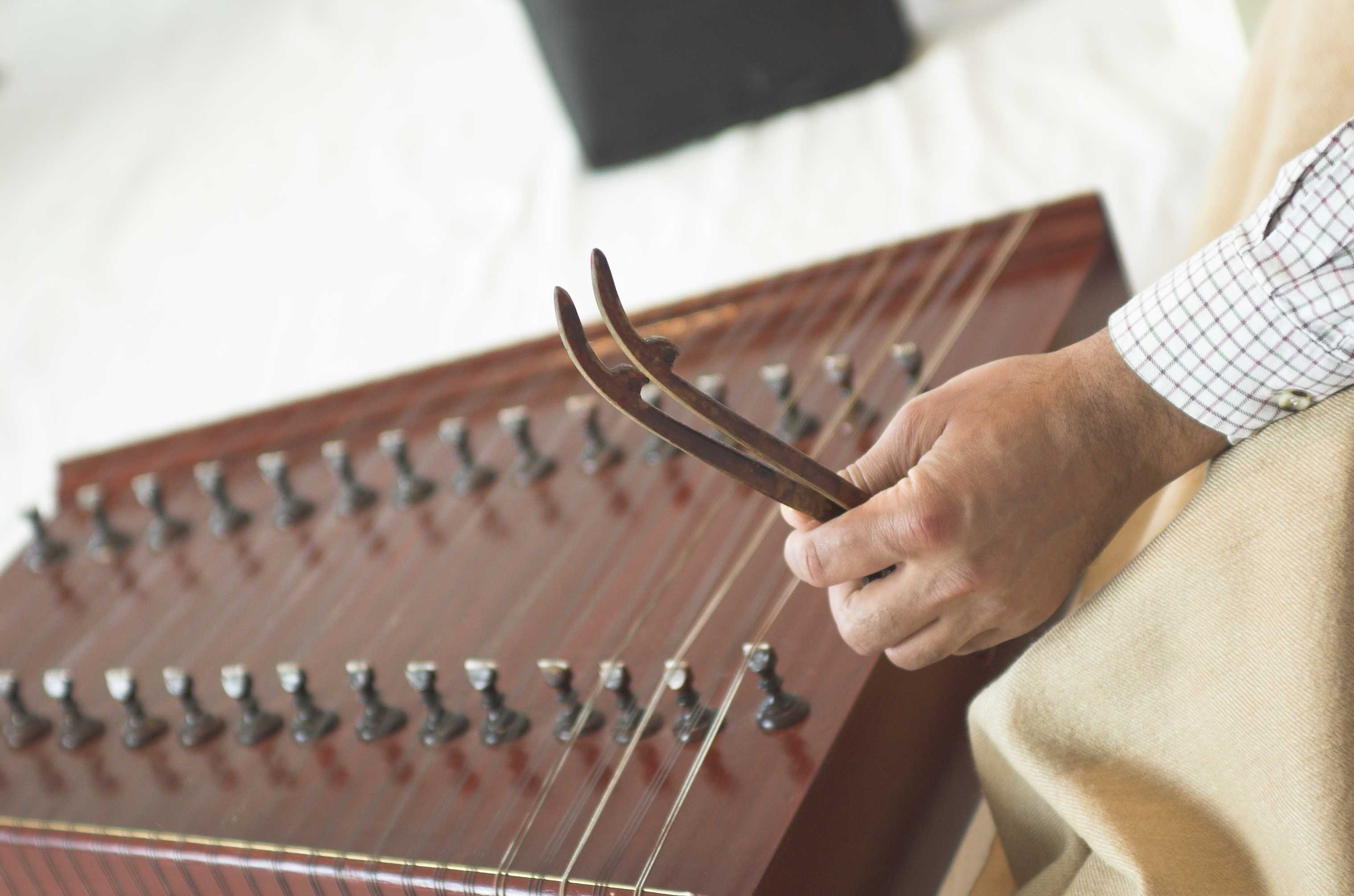
Сантур
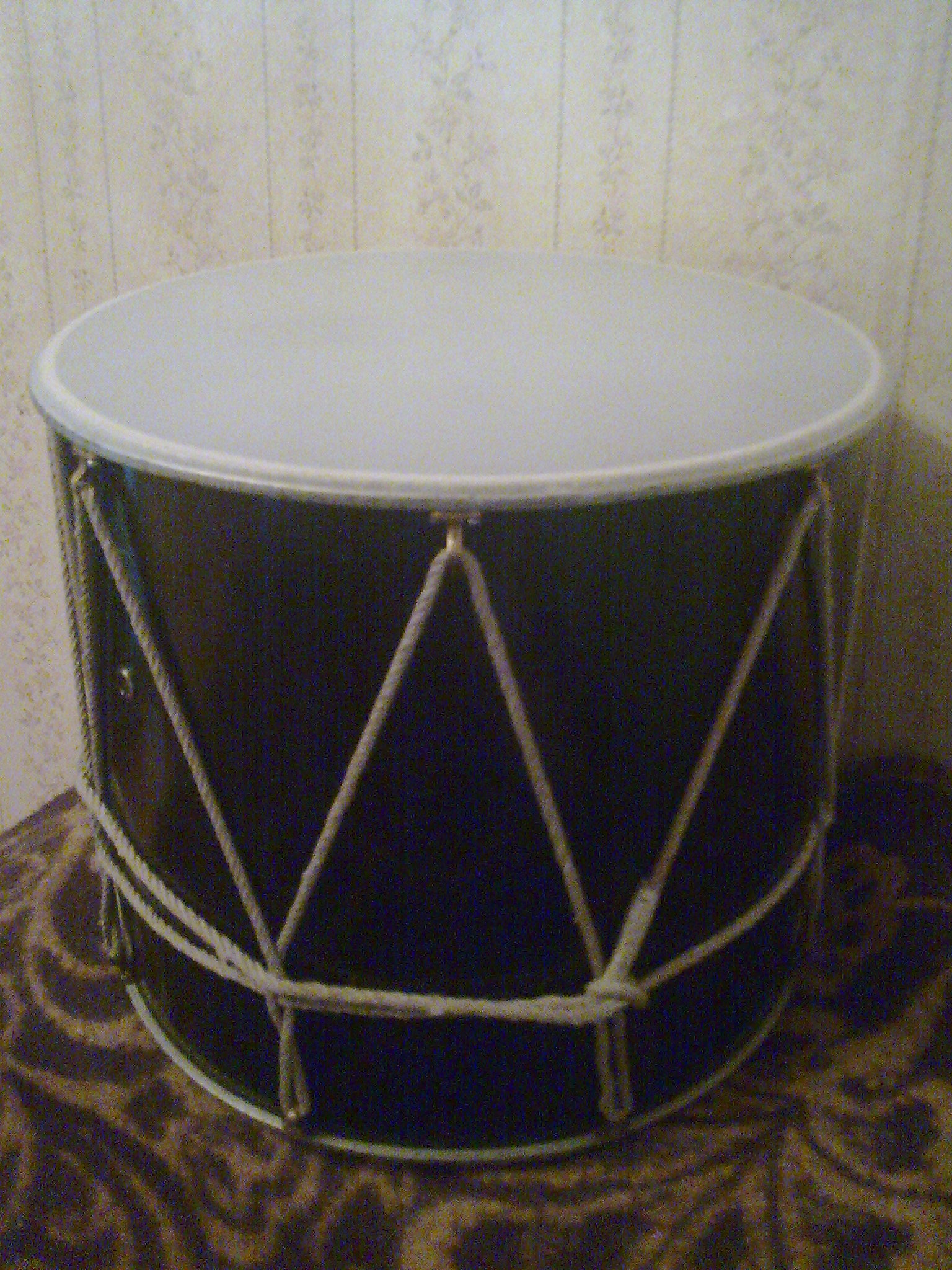
Дхол